# Pagwachuan River
Pagwachuan River är ett vattendrag i Kanada.   Det ligger i provinsen Ontario, i den sydöstra delen av landet, 800 km nordväst om huvudstaden Ottawa.
Trakten runt Pagwachuan River består huvudsakligen av våtmarker. Trakten runt Pagwachuan River är nära nog obefolkad, med mindre än två invånare per kvadratkilometer.